# Goot (rivier)
De Goot is een 5,6 km lange rivier in de Nederlandse provincie Overijssel.

## Beschrijving
De Goot is een aftakking van het Ganzendiep, dat op zijn beurt een aftakking is van de IJssel nabij Kampen. De rivier mondt samen met de Veneriete uit in het Zwarte Meer. Het water is eigendom van de provincie Overijssel maar het visrecht valt onder het Heerlijk visrecht van de gemeente Kampen. De Goot grenst aan de Mandjeswaard aan de zuid- en oostkant. Aan de westkant wordt deze polder omsloten door het Ganzendiep en in het noorden door het Zwarte Meer. Het water van een deel van de polder Mastenbroek en van de Koekoekspolder wordt door het gemaal Nieuw Lutterzijl op de Goot geloosd. Dit gemaal verving in 1977 twee oudere gemalen, de gemalen de Rambonnet en het oude gemaal Lutterzijl.
Aan de oever van De Goot staat sinds 1881 een gedenknaald ter ere van Johan Christiaan van Haersolte van Haerst als herinnering aan de landaanwinning in dit gebied ten behoeve van de biezencultuur.

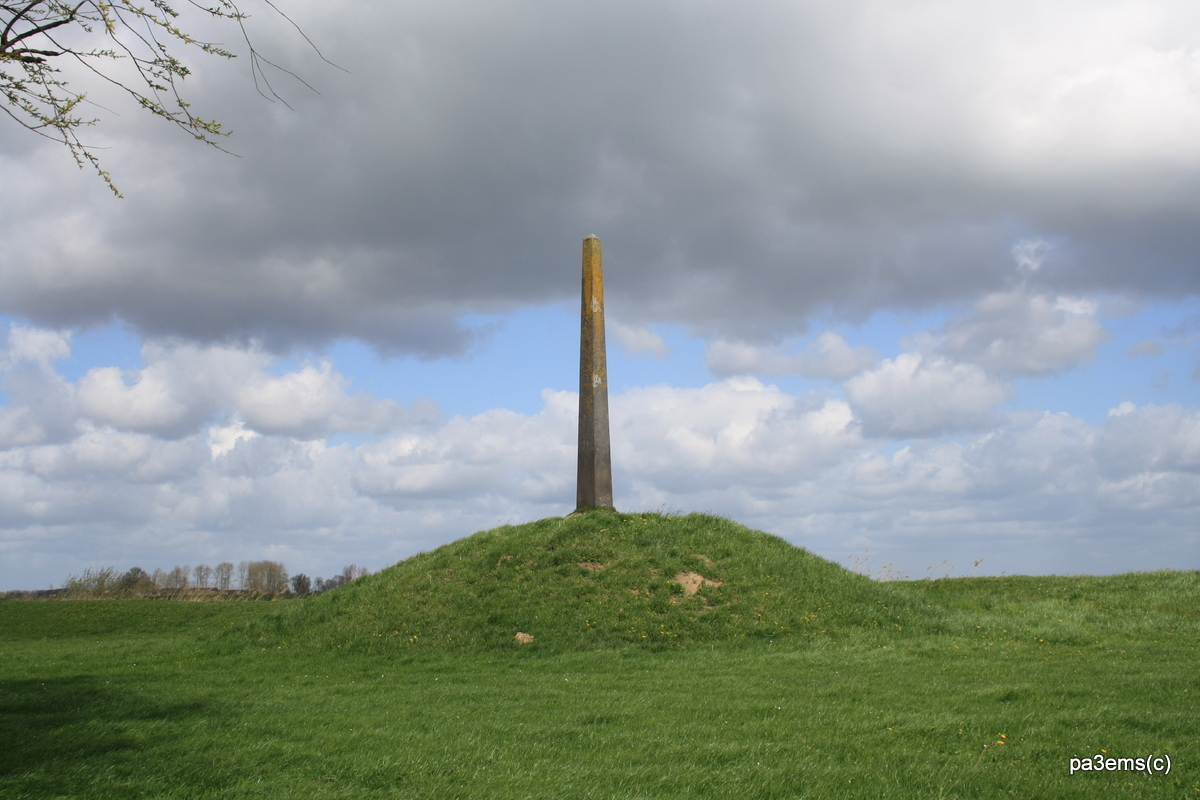
Gedenknaald Haersolte

Het vaarwater is bruikbaar voor pleziervaart en schepen van CEMT-klasse 0. Bij het Zwarte Meer moet er nog ongeveer 2,1 km door het Scheepvaartgat gevaren worden om uit te komen op het vaarwater Zwolse Diep.